# Lars von Stockenström
Lars (Lorents) von Stockenström, född april 1694, död 14 januari 1761 på Genstorp i Viby, var ett svensk hovrättsråd.

## Biografi
Lars von Stockenström var son till Erik Stockenström (1653–1722) och Emerentia Rockes (1664–1741) samt gift med Maria Elisabet Fegræa (1699–1774) som var dotter till häradshövdingen Johan Fegræus (1661–1725). Paret fick tre barn där sonen major Erik von Stockenström (1731–1801) kom att bli komendant på Tavastehus.
Stockenström blev student vid Uppsala universitet 1705 och auskultant i Svea hovrätt 1717. Han var notarie vid gardeskrigsrätten 1718 och auditör vid livgardet samma år. Han blev extra ordinarie notarie i Svea hovrätt 1722 samt vice häradshövding samma år. Han blev häradshövding i Lekebergs, Sundbo, Grimstens, Edsbergs, Hardemo, Kumla, Sköllersta och Askers härader i Närke 1724. Han blev assessor i hovrätten 1747 samt vice lagman i Uppland 1754. Han var ledamot av en riksens ständers kommission 1755 samt från 1765 hovrättsråd. Han adlades 1751 tillsamnans med sin yngre bror justitiekanslern Erik von Stockenström men kom efter honom i ordningen då han introducerades 1752 under nummer 1936.